# Centro de Treinamento Presidente Hélio Dourado
O Centro de Formação e Treinamento Presidente Hélio Dourado, também conhecido como CFT Hélio Dourado ou CT de Eldorado do Sul, é um complexo esportivo sediado em Eldorado do Sul destinado aos treinos e partidas oficiais das categorias de base do Grêmio Foot-Ball Porto Alegrense. Foi oficialmente inaugurado em 24 de setembro de 2000.
Em 2018 e 2019, o local foi sede da etapa brasileira da IberCup, torneio referência mundial no futebol infantil e juvenil, trazendo para a cidade, jovens atletas de clubes como Palmeiras, Manchester City, Paris Saint-Germain, Internazionale, entre outros.

## Estrutura
O complexo conta com nove campos de futebol, vestiários para os dois times, para a arbitragem, sala de imprensa e cabines de transmissão. A arquibancada do campo principal tem capacidade para cerca de 1.500 pessoas e foi batizada de Pavilhão Airton Ferreira da Silva. Em 2020, o CT passa por uma reforma para construção de um prédio para abrigar os atletas (similar a um hotel), reforma da academia e iluminação do campo principal.